# 하나마키 공항역
하나마키쿠코역(일본어: 花巻空港駅)은 일본 이와테현 하나마키시에 있는 동일본여객철도와 일본화물철도의 역이다.

## 구조
2면 3선 구조의 지상역으로, 섬식 승강장 하나와 단선 승강장 하나가 합쳐진 꼴이다. 각 승강장은 과선교로 연결되어 있다.

### 승강장
| 1 | ■ 도호쿠 본선 | (상행) | 기타카미·이치노세키 방면    |
| 2 | ■ 도호쿠 본선 |        | 대피선 (정기열차 사용 없음) |
| 3 | ■ 도호쿠 본선 | (하행) | 모리오카 방면               |

## 화물
1997년에 화물열차의 발착이 사라진 이후, JR 화물의 역은 차급화물의 임시취급역이다. 화물용 설비는 설치되어 있지 않으며, 연결되는 전용선도 없다.
이전에는 역 주변에 있는 일본 중화학 공업 모리오카 사업소로 이어지는 전용선이 있었다. 공장에서 사용하는 진한 질산의 반입에 사용되었으나, 1997년 3월에 폐지되었다. 또한 국철 분할 민영화 이후 한동안은 기타니혼 구미아이 사료 하나마키 공장으로 이어지는 전용선이 존재하여, 이시마키후토 역에서 사료가 수송되고 있었다.

## 역사
- 1922년 7월 15일: 니마이바시 신호장(일본어: 二枚橋信号場)으로 개설.
- 1932년 11월 20일: 역으로 승격. 니마이바시 역(일본어: 二枚橋駅)으로 개업.
- 1987년 4월 1일: 민영화에 따라, 동일본 여객철도로 이관.
- 1988년 3월 13일: 하나마키쿠코역으로 개칭.

## 이용 현황
| 연도     | 하루 평균 승차 인원 | 연도     | 하루 평균 승차 인원 |
| -------- | ------------------- | -------- | ------------------- |
| 2000년도 | 818                 | 2006년도 | 696                 |
| 2001년도 | 805                 | 2007년도 | 722                 |
| 2002년도 | 797                 | 2008년도 | 749                 |
| 2003년도 | 763                 | 2009년도 | 695                 |
| 2004년도 | 752                 | 2010년도 | 697                 |
| 2005년도 | 701                 |          |                     |

## 역 주변
- 하나마키 공항 - 역과는 떨어져 있으며, 공항까지를 잇는 셔틀버스가 운행되고 있다.
- 도호쿠 자동차도 하나마키 나들목
- 일본 중화학 공업 모리오카 사업소
- 기타니혼 구미아이 음료 하나마키 공장
- 하나마키 제 공업단지

## 인접한 역
| 도호쿠 본선              | 도호쿠 본선   | 도호쿠 본선              |
| ------------------------ | ------------- | ------------------------ |
| 하나마키 이치노세키 방면 | ■ 도호쿠 본선 | 이시도리야 모리오카 방면 |